# Надпись из Тугу

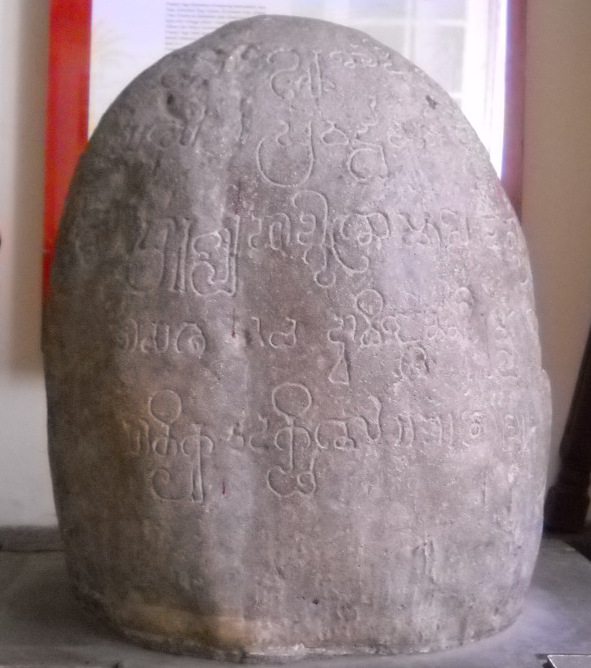
Надпись Тугу, Национальный музей Индонезии

Надпись из Тугу — одна из надписей начала V в. н.э., относящаяся к государству Тарума, обнаруженных в местечке Батутумбух, села Тугу, Коджа, Северная Джакарта, Индонезия. Надпись содержит информацию об ирригационных проектах: орошении и водоотведении реки Чандрабхага по приказу Раджадираджагуру, а также проекте водоснабжения из реки Гомати по приказу короля Пурнавармана в 22-й год его правления. Было произведено спрямление и расширение русла реки, что позволило избежать наводнений во влажный сезон и орошать поля во время сухого сезона. 
В 1911 году по инициативе П. де Роо де ла Фаи надпись из Тугу была перемещена в музей Bataviaasch genootschap van Kunsten en Wetenschappen (ныне Национальный музей Индонезии) с инвентарным номером D.124. Надпись была высечена на круглом яйцеобразном камне размером около 1 метра.

## Содержание
Надпись из Тугу исполнена паллавским шрифтом на дотамильском языке, в виде санскритской стихотворной формы, известной как шлока, размером Anustubh, состоящим из пяти строк, проходящих по поверхности камня. Как и другие надписи из царства Таруманагара, надпись Тугу не упоминает дату создания. Датировка надписей была определена палеографическим исследованием, которое пришло к выводу, что они сделаны в середине V века. Надписи Тугу и Чидангхъянг имеют поразительное сходство: слово «citralaikha» в обоих надписях написано как «citralekha», что приводит к предположению, что автор этих надписей был одним и тем же лицом. 
Надпись из Тугу является самой длинной надписью царства Таруманагара, приписываемой махарадже Шри Пурнаварману. Надпись была сделана в 22-й год его правления, чтобы ознаменовать завершение каналов рек Гомати и Чандрабхага. На ней есть изображение посоха, увенчанного Тришулой, чтобы обозначить разделение между началом и концом каждого предложения. 

### Латинская транслитерация оригинального текста
pura rajadhirajena guruna pinabahuna khata khyatam purim prapya candrabhagarnnavam yayau// 
pravarddhamane dvavingsad vatsare sri gunau jasa narendradhvajabhutena srimata purnavarmmana//
prarabhya phalguna mase khata krsnastami tithau caitra sukla trayodasyam dinais siddhaikavingsakaih
ayata satsahasrena dhanusamsasatena ca dvavingsena nadi ramya gomati nirmalodaka// 
pitamahasya rajarser vvidaryya sibiravanim brahmanair ggo sahasrena prayati krtadaksina//

### Перевод
«Давным-давно река Чандрабхага была вырыта благородным махараджей, который имеет сильные и крепкие руки, Пурнаварман, чтобы направить поток (воды) в море из канала его знаменитого королевского дворца. На 22-м году правления Его Величества Царя Пурнавармана, который ярко сияет благодаря своему разуму и мудрости и стал вождем всех королей, (и теперь) он приказал рыть реку (канал) для прекрасной прозрачной воды, (канал) по имени Гомати, продолжающий канал, который течет через середину резиденции благородного старейшины (деда короля Пурнавармана). Работа была начата в удачный день, в 8-й полумесяц месяца Caitra, и заняла 21 день. Длина канала 6122 локтей. Церемония была проведена брахманами с 1000 коров в качестве жертвы».